# جون إف. ويلي
جون إف. ويلي (بالإنجليزية: John F. Wiley)‏ هو لاعب كرة قدم أمريكية أمريكي، ولد في 18 أبريل 1920 في مقاطعة غرين في الولايات المتحدة، وتوفي في 25 مارس 2013 في مقاطعة يورك في الولايات المتحدة.

## وصلات خارجية
- جون إف. ويلي على موقع مرجع كرة القدم المحترفة.كوم (الإنجليزية)